# Prima Republică Portugheză
Prima Republică Portugheză (în portugheză Primeira República Portuguesa) a fost o perioadă de 16 ani din istoria Portugaliei, cuprinsă între lovitura de stat din 1910 și revoluția din 1926.